# Красновская волость (Егорьевский уезд)
Красновская волость — волость в составе Егорьевского уезда Московской губернии, существовавшая в 1922—1929 годах.

## История
Красновская волость была образована в 1922 году путём слияния Красновской, Васютинской и Петровской волостей Егорьевского уезда. Административным центром волости было село Красное. В ходе реформы административно-территориального деления СССР в 1929 году волость была упразднена.

## Состав
На 1926 год в состав Красновской волости входило 5 сёл, 1 посёлок, 2 посёлка городского типа и 32 деревни
| Вид                     | Наименование        | Население, чел. (1926 год) |
| ----------------------- | ------------------- | -------------------------- |
| деревня                 | Аксеново            | 399                        |
| деревня                 | Андреевские Выселки | 309                        |
| деревня                 | Аринино             | 348                        |
| деревня                 | Бекетовская         | 331                        |
| деревня                 | Белавино            | 710                        |
| село                    | Васютино            | 17                         |
| деревня                 | Васютино            | 585                        |
| деревня                 | Велино              | 503                        |
| деревня                 | Верещагино          | 201                        |
| деревня                 | Вершино             | 157                        |
| деревня                 | Грибчиха            | 431                        |
| деревня                 | Деревнищи           | 622                        |
| деревня                 | Дорофеево           | 695                        |
| деревня                 | Дылдино             | 243                        |
| деревня                 | Запутное            | 898                        |
| станция                 | Запутная            | 222                        |
| деревня                 | Зворково            | 763                        |
| деревня                 | Иванцево            | 268                        |
| деревня                 | Каменцы             | 248                        |
| деревня                 | Кобелево            | 321                        |
| село                    | Красное             | 178                        |
| деревня                 | Красное             | 348                        |
| деревня                 | Кузнецово           | 270                        |
| деревня                 | Левашево            | 446                        |
| деревня                 | Лыщиково            | 510                        |
| деревня                 | Митинская           | 748                        |
| село                    | Пашнево             | 63                         |
| село                    | Петровское          | 774                        |
| деревня                 | Поздняки            | 411                        |
| посёлок                 | Пчёлка              | 116                        |
| деревня                 | Слобода             | 540                        |
| деревня                 | Софряково           | 320                        |
| деревня                 | Старое              | 805                        |
| деревня                 | Тархановская        | 434                        |
| деревня                 | Фелисово            | 489                        |
| деревня                 | Халтурино           | 535                        |
| деревня                 | Чертовиха           | 171                        |
| деревня                 | Чукаево             | 256                        |
| посёлок городского типа | Черное Озеро        | 2260                       |
| посёлок городского типа | Шатурторф           | 2558                       |